# Oberbaselbiet
Oberbaselbiet ist eine etwas ungenaue Bezeichnung für den östlichen, grösseren Teil des Kantons Basel-Landschaft in der Schweiz.

## Geschichte
Bis 1798 bildeten die heutigen Bezirke Liestal, Waldenburg und Sissach sowie die Gemeinden Muttenz und Birsfelden des heutigen Bezirks Arlesheim ein Untertanenland des eidgenössischen Ortes Basel. Sie waren auch als Basler «Landschaft» bekannt. 
Unter dem Terminus «Oberbaselbiet» versteht man heute oft die drei genannten Bezirke Liestal, Waldenburg und Sissach. Manchmal wird aber auch das gesamte historische Untertanenland – also einschliesslich der Gemeinden Muttenz und Birsfelden – zum Oberbaselbiet gerechnet. Dieser Raum unterscheidet sich auch sprachlich (unter anderem Chind [χɪnd], nicht wie in der Stadt Kind [kʰɪnd]) und konfessionell (wie in der Stadt Basel herkömmlich reformiert) von den anderen Regionen des Baselbiets, den herkömmlich katholischen Regionen Unterbaselbiet und Laufental.
Nach einer anderen Unterteilung bezeichnet man die Region um Liestal (v. a. den Talboden von der Hulftenschanz bis Sissach mit den Orten Frenkendorf, Füllinsdorf, Liestal, Lausen, Itingen und Sissach zusammen mit Bubendorf) oder aber zusammenfassend den Bezirk Liestal als «mittleres Baselbiet». Alles, was darüber oder dahinter liegt – insbesondere die Bezirke Sissach und Waldenburg –, bildet dann das obere Baselbiet.